# リュードベリ (小惑星)
リュードベリ (10506 Rydberg) は、小惑星帯に位置する小惑星。ベルギーの天文学者エリック・エルストがヨーロッパ南天天文台で発見した。
分光学に関するリュードベリの式で知られる、スウェーデンの物理学者、ヨハネス・リュードベリから命名された。